# Kevi
Kevi (izvirno srbsko Кеви) je naselje v Srbiji, ki upravno spada pod Občino Senta; slednja pa je del Severnobanatskega upravnega okraja.

## Demografija
V naselju živi 741 polnoletnih prebivalcev, pri čemer je njihova povprečna starost 43,8 let (42,6 pri moških in 45,2 pri ženskah). Naselje ima 355 gospodinjstev, pri čemer je povprečno število članov na gospodinjstvo 2,50.
To naselje je v glavnem madžarsko (glede na popis iz leta 2002).
|  |

| Demografija | Demografija     | Demografija     |
| Leto        | Št. prebivalcev | Št. prebivalcev |
| ----------- | --------------- | --------------- |
|             |                 |                 |
|             |                 |                 |
|             |                 |                 |
|             |                 |                 |
| 1948        | 1840            |                 |
| 1953        | 1697            |                 |
| 1961        | 1438            |                 |
| 1971        | 1447            |                 |
| 1981        | 1414            |                 |
| 1991        | 1055            | 1055            |
| 2002        | 890             | 887             |
|             |                 |                 |

| Etnična sestava po popisu iz leta 2002 | Etnična sestava po popisu iz leta 2002 | Etnična sestava po popisu iz leta 2002 | Etnična sestava po popisu iz leta 2002 | Etnična sestava po popisu iz leta 2002 |
| -------------------------------------- | -------------------------------------- | -------------------------------------- | -------------------------------------- | -------------------------------------- |
| Madžari                                | Madžari                                |                                        | 860                                    | 96,95%                                 |
| Srbi                                   | Srbi                                   |                                        | 10                                     | 1,12%                                  |
| Hrvati                                 | Hrvati                                 |                                        | 2                                      | 0,22%                                  |
| Nemci                                  | Nemci                                  |                                        | 1                                      | 0,11%                                  |
| Neznano                                | Neznano                                |                                        | 0                                      | 0,0%                                   |